# 潘琴
潘琴（1424年—1513年），字舜絃，號竹軒，浙江處州府景寧縣人，明朝政治人物，天順進士，官至福建興化府知府。

## 生平
浙江鄉試第七名。天順元年（1457年）丁丑科進士。歷官南京吏部稽勳主事，改兵部武庫司，遷職方員外郎、郎中，成化八年（1472年），擢福建兴化府知府。致仕歸，家居三十八年，卒年九十。

## 著作
有《竹轩集》、《山居录泳》、《唐诗行》于世。